# Dolton (Illinois)
Dolton é uma aldeia localizada no estado americano de Illinois, no Condado de Cook.

## Demografia
Segundo o censo americano de 2000, a sua população era de 25.614 habitantes.
Em 2006, foi estimada uma população de 24.241, um decréscimo de 1373 (-5.4%).

## Geografia
De acordo com o United States Census Bureau tem uma área de 12,1 km², dos quais 11,8 km² cobertos por terra e 0,3 km² cobertos por água.

## Localidades na vizinhança
O diagrama seguinte representa as localidades num raio de 8 km ao redor de Dolton.